# Pena de morte no Butão
A pena de morte no Butão foi abolida em 20 de março de 2004 e é proibida pela Constituição de 2008. A proibição aparece entre vários direitos fundamentais garantidos pela Constituição; enquanto alguns direitos fundamentais - como voto, propriedade da terra e remuneração igual - se estendem apenas aos cidadãos do Butão, a proibição da pena de morte se aplica a todas as pessoas dentro do reino.

## História
Sob as reformas para o Tsa Yig do primeiro rei do Butão, Ugyen Wangchuck, a pena de morte foi a pena para os assassinos que fugiram do local e para os que falsificaram documentos do governo. Sob a Lei de Segurança Nacional de 1992, a pena de morte é designada para os culpados de "atos traidores" ou de atos manifestos "com a intenção de ajudar e consolar o inimigo, a fim de trair deliberada e voluntariamente" o governo real.
Em 5 de abril de 1964, o primeiro-ministro Jigme Palden Dorji foi assassinado em uma disputa entre facções políticas concorrentes. O próprio tio do rei e chefe do Exército do Butão Real, Namgyal Bahadur, estava entre os executados por seu papel na tentativa de golpe.